# Say Hello, Wave Goodbye
Say Hello, Wave Goodbye — композиция из альбома Non-Stop Erotic Cabaret английского синти-поп дуэта Soft Cell, которая была выпущена в качестве сингла в 1982 году и достигла третьего места в UK Singles Chart. В 1991 году Джулиан Мендельсон был выпущен ремикс композиции под названием «Say Hello, Wave Goodbye '91» для продвижения сборника Memorabilia — The Singles, и достигнувший 38 места в UK Singles Chart. Марк Алмонд перезаписал свой вокал для новой версии.

## Список композиций
1982 7" single
1. «Say Hello, Wave Goodbye» — 5:24[2]
2. «Say Hello, Wave Goodbye» (Instrumental) — 5:12

1982 12" single
1. «Say Hello, Wave Goodbye» (Extended Version) — 9:08[3]
2. «Fun City» (Marc and the Mambas single) — 7:45

1991 7" single
1. «Say Hello, Wave Goodbye '91» — 5:03[4]
2. «Memorabilia '91» — 3:56

1991 12" single
1. «Say Hello, Wave Goodbye '91» (The Long Goodbye — Extended Mendelsohn Remix) — 8:19[5]
2. «Memorabilia '91» (Extended Grid Remix) — 6:51

1991 CD1
1. «Say Hello, Wave Goodbye '91» — 5:03[6]
2. «Say Hello, Wave Goodbye '91» (The Long Goodbye — Extended Mendelsohn Remix) — 8:19
3. «Memorabilia '91» (Extended Grid Remix) — 6:51

1991 СD2
1. «Say Hello, Wave Goodbye '91» — 5:03[7]
2. «Numbers» (Original Version) — 4:57
3. «Torch» (Original Extended Version) — 8:27

2002 CD promo
1. «Say Hello, Wave Goodbye» (Almighty Radio Edit Short Version) — 3:21[8]
2. «Tainted Love» (Soulchild Mix) — 3:19
3. «Say Hello, Wave Goodbye» (Almighty Radio Edit) — 4:36

## Кавер-версии
Песня была исполнена канадской рок-группой Windwalker в своём дебютном альбоме Rainstick, выпущенного в 1991 году.
Песня была исполнена английский музыкантом Дэвидом Греем и выпущена в альбоме White Ladder в 1998 году. Как сингл песня достигла 26 места в UK Singles Chart. Версия Грея продолжительностью 8:58, что на четыре минуты дольше оригинала; также сингл транслировали по радио. В версии Грея отсутствует запятая в названии песни.
Песня была исполнена французской группой Nouvelle Vague в кавер-альбоме «3» в 2009 году.
Песня была исполнена английском поп-рок-группой The Hoosiers в качестве бонус-трека на iTunes-версии 2010 года их альбома The Illusion of Safety. Песня также была включена в переиздание альбома Bumpy Ride в 2011.

## На ТВ
Песня была использована в сериале «Doctors» в эпизоде 92/219 — 'The Mad Woman in the Attic'.

## В кино
Песня играет во время титров концертного фильма Shut Up and Play the Hits

## Сертификация
| Ассоциация           | Сертификация | Дата         |
| -------------------- | ------------ | ------------ |
| BPI — Великобритания | Серебро      | 1 марта 1982 |